# Zhang Xinyi
Dans ce nom chinois, le nom de famille, Zhang, précède le nom personnel.
Pour les articles homonymes, voir Zhang.
Zhang Xinyi (chinois simplifié : 张歆艺 ; chinois traditionnel : 張歆藝 /ʈʂáŋ tsɨ̀ǐ/), née le 29 mai 1981 à Ziyang, est une actrice et réalisatrice chinoise. Elle s'est classée 95e sur la Forbes China Celebrity 100 list in 2013 99e en 2014, et 80e en 2015.

## Biographie
Zhang est né en 1981 à Ziyang, dans la province du Sichuan. Après avoir obtenu son diplôme de l'Académie centrale de théâtre en 2005, elle est devenue danseuse et a rejoint l'Ensemble de chant et de danse de Shenzhen.
Après avoir joué dans un certain nombre de petits rôles d'acteur, Zhang a été choisi pour la série télévisée Beijing Love Story (en) en 2012, qui était populaire et a créé une base de fans pour l'actrice. En 2017, Zhang a fait ses débuts en tant que réalisatrice avec une adaptation de la comédie animée. "Miss Puff" dans laquelle elle jouait le personnage principal.

## Filmographie

### Cinéma
- 2007 : The Longest Night in Shanghai (en) (夜。上海), de Zhang Yibai : rôle mineur
- 2008 : All About Women (Nv Ren Bu Huai), de Tsui Hark : rôle mineur
- 2009 : Look for a Star (t= 游龍戲鳳|s=游龙戏凤|p=Yóu lóng xī fèng|y=Jau⁴ lung⁴ hei³ fung6), de Andrew Lau : Shannon Fok
- 2010 : Lost on Journey (en) (s=人在囧途), de Raymond Yip :l'arnaqueuse
- 2011 : Sacrifices of War (金陵十三钗, Jīnlíng shísān chāi, en=The Flowers of War), de Zhang Yimou : Shu Juan Meng
- 2011 : L'amour n'est pas aveugle (失恋33天, Love Is Not Blind), de Teng Huatao : maîtresse
- 2012 : An Inaccurate Memoir (en) ou Eastern Bandits (匹夫), de Yang Shupeng : Jen (la sœur de Fang)
- 2012 : My Sassy Hubby (我老公不靠谱), de James Yuen : Dong Yi
- 2013 : Stay Curious (好奇不滅), de Patrick Kong : rôle principal
- 2013 : Meet Your True Self (遇见真实的自己), de Zhou Le : rôle principal
- 2014 : Uncle Victory (胜利 ou Shengli), de Zhang Meng : Xiaomei
- 2016 : Everybody's Fine (en) (一切都好) de Zhang Meng : petite amie de Chu Guan
- 2016 : The New Year's Eve of Old Lee de Gao Qunshu : rôle mineur
- 2016 : Spicy Hot in Love (爱情麻辣烫之情定终身) de Xiao Fei : Yang Fei
- 2017 : Our Happiness (相声大电影之我要幸福) de Guo Degang :
- 2018 : Miss Puff (泡芙小姐) de Zhang Xinyi : Hou Paopao
- 2018 : Genghis Khan (en) (战神纪) de Hasi Chaolu : Duo Da|Su Lu Lu
- 2019 : Love Song to the Days Forgone (东北往事之二十年) de Kong Ergou :
- 2021 : Sunny Sisters (阳光姐妹淘) de Bao Beier : Huang Xiao Juan
- 2021 : All About My Mother (关于我妈的一切) de Zhao Tianyu : Liu Mei

### Série
| Année | titre anglais                   | titre chinois                                      | Rôle            | Notes              |
| ----- | ------------------------------- | -------------------------------------------------- | --------------- | ------------------ |
| 2005  |                                 | Feng Chui Yun Dong Xing Bu Dong ([réf. nécessaire] | Lin Moqin       | [ 8 ]              |
| 2006  | Night Rain                      | 夜雨                                               | Ye Zi           | [ 9 ]              |
| 2006  | My Own Swordsman                | [réf. nécessaire]                                  | Xiao Qing       | Cameo              |
| 2006  | Life of Dragon and Tiger        | 龙虎人生                                           | He Xuezhen      | [ 10 ]             |
| 2006  | May Flower                      | 五月的鲜花                                         | Xie Yu          | [ 11 ]             |
| 2006  |                                 | 羊城暗哨                                           | Dou Guan        | [ 12 ]             |
| 2007  | We Have Nowhere to Place Youth  | 我们无处安放的青春                                 | Du Xiaobin      | [ 13 ]             |
| 2007  | Love is a Blessed Bullet        | 爱是一颗幸福的子弹                                 | Wei Tiemin      |                    |
| 2008  | Small House Important Events    | 小家大事                                           | Song Yingying   | [ 14 ]             |
| 2009  | Burning Rose                    | 燃烧的玫瑰                                         | Yang Lin        | [ 15 ]             |
| 2009  | Lancet                          | 柳叶刀                                             | Xu Man          | [ 16 ]             |
| 2009  | Sufei Confession                | 苏菲的供词                                         | Su Fei          | [ 17 ]             |
| 2009  | Shanghai Adventure              | 风雨上海滩                                         | Du Qiuyue       | [ 18 ]             |
| 2010  |                                 | 风声传奇                                           | Gu Xiaomeng     | [ 19 ]             |
| 2011  | Take What to Save You, My Love  | 新拿什么拯救你，我的爱人                           | Luo Jingjing    | [ 20 ]             |
| 2011  |                                 | 红妆                                               | Shen He         | [ 21 ]             |
| 2011  |                                 | 无影灯下                                           | Wang Kaidi      |                    |
| 2011  | A Live In Son In Law            | 新上门女婿                                         | Zhong Hui       | [ 22 ]             |
| 2012  | Beijing Love Story (en)         | 北京爱情故事                                       | Lin Xia         |                    |
| 2012  | Love is Not Blind               | 失恋33天                                           | Cat lady        | Cameo              |
| 2012  | Bachelor                        | 大男当婚                                           | Liu Chenxi      | [ 23 ]             |
| 2012  | Amy Go                          | 艾米加油                                           | Xinyi           | Cameo              |
| 2012  | Be in Love After Marriage       | 先结婚后恋爱                                       | Qiao Mai        | [ 24 ]             |
| 2013  |                                 | 大宅门1912                                         | Lu Qingqing     | [ 25 ]             |
| 2013  | The Husband's Spring            | 老公的春天                                         | Mo Xiaoli       | [ 26 ]             |
| 2014  | Three Bosom Girls               | 新闺蜜时代                                         | Han Wenjing     | [ 27 ]             |
| 2014  | The River Children              | 大河儿女                                           | Sixth aunt      | [ 28 ]             |
| 2014  | The Third Name of Love          | 绝爱                                               | Zou Yu          | [ 29 ]             |
| 2015  | Three Dads                      | 三个奶爸                                           | Tao Yutong      | [ 30 ]             |
| 2015  | I Want To Fall In Love With You | 好想好想爱上你                                     | Xia Xiaoyun     | [ 31 ]             |
| 2016  | Princess Jieyou                 | 解忧公主                                           | Princess Jieyou | [ 32 ]             |
| 2016  | Through the Mystery             | 穿越谜团                                           | Wei Rong        | [ 33 ]             |
| 2016  | Ice Fantasy                     | 幻城                                               | Lotus Spirit    | Special appearance |
| 2016  | Happy Mitan                     | 欢喜密探                                           | Wild Flower     | Cameo              |
| 2016  | Let's Fall in Love              | 咱们相爱吧                                         | Pan Zhizhi      | [ 35 ]             |
| 2018  | Won't Let Go Of Your Hand       | 绝不松开你的手                                     | Liu Yuan        |                    |
| 2018  | She Is Beautiful                | 她很漂亮                                           | Zhang Xiaona    | [ 36 ]             |

## Discographie
| Année | titre anglais          | titre chinois | Album                            | remarques            |
| ----- | ---------------------- | ------------- | -------------------------------- | -------------------- |
| 2008  | "Feel"                 | 觉得          | Small House Important Events OST |                      |
| 2008  | "The Happiness I Want" | 我要的幸福    | Small House Important Events OST | with various artists |
| 2009  | "Loneliness is Flying" | 寂寞在飞翔    | Night Rain OST                   |                      |
| 2013  | "Treasure Like This"   | 如此珍惜      | NC                               | with Huang Zheng     |

## Vie privée
Zhang a épousé la co-vedette Yuan Hong (en) de la comédie romantique Princess Jie You en Allemagne en Mai 2016,.

## Récompenses et nominations
| Année | Prix                                                     | Catégorie                             | Œuvre nommée         | Résultat   | Ref.   |
| ----- | -------------------------------------------------------- | ------------------------------------- | -------------------- | ---------- | ------ |
| 2012  | 4e Festival du Film d'Images de Chine                    | Meilleure actrice dans un second rôle | An Inaccurate Memoir | Lauréat    | [ 39 ] |
| 2012  | 4e Prix des séries dramatiques de la télévision chinoise | Meilleur espoir féminin               | NC                   | Lauréat    | [ 40 ] |
| 2014  | 6e Prix des séries dramatiques de la télévision chinoise | Le personnage préféré du public       | The River Children   | Lauréat    | [ 41 ] |
| 2017  | 22èmeprix Huading                                        | Meilleure actrice (Drame ancien)      | Princess Jieyou      | Nomination |        |